# Carignan (Ardenas)
 Carignan  es una población y comuna francesa, en la región de Champaña-Ardenas, departamento de Ardenas, en el distrito de Sedan y cantón de Carignan.

## Historia
La villa, con importantes fortificaciones, perteneció a los Países Bajos de los Habsburgo, fue ocupada por Francia en 1542-1544 y 1552-1559, cuando pasa a los Países Bajos españoles. Después de que las tropas francesas fracasaran en un primer asedio en 1637, fue arrasada el 2 de agosto de 1639 por las tropas galas durante la guerra franco-española. Pasa en 1659 a dominio francés, que la entrega en forma de ducado a Eugenio Mauricio de Saboya-Carignano en 1662.

## Demografía
| 3403 | 3674 | 3724 | 3646 | 3359 | 3259 |
| Para los censos de 1962 a 1999 la población legal corresponde a la población sin duplicidades (Fuente: INSEE [Consultar]) |      |      |      |      |      |